# Glessener Höhe
Die Glessener Höhe (auch Glessener Kippe genannt) bei Glessen im Rhein-Erft-Kreis, Nordrhein-Westfalen, ist eine rekultivierte und 205,8 m ü. NHN hohe Abraumhalde (Kippe) der umliegenden Braunkohlentagebaue im Rheinischen Braunkohlerevier.
Die künstlich errichtete Anhöhe bildet die jeweils höchste Erhebung von Villerücken (Die Ville) und Rhein-Erft-Kreis. Von Natur aus – vor dem Anlegen der Kippe – erhob sich der Villerücken an dieser Stelle auf maximal 130 m Höhe.

## Geographie

### Lage

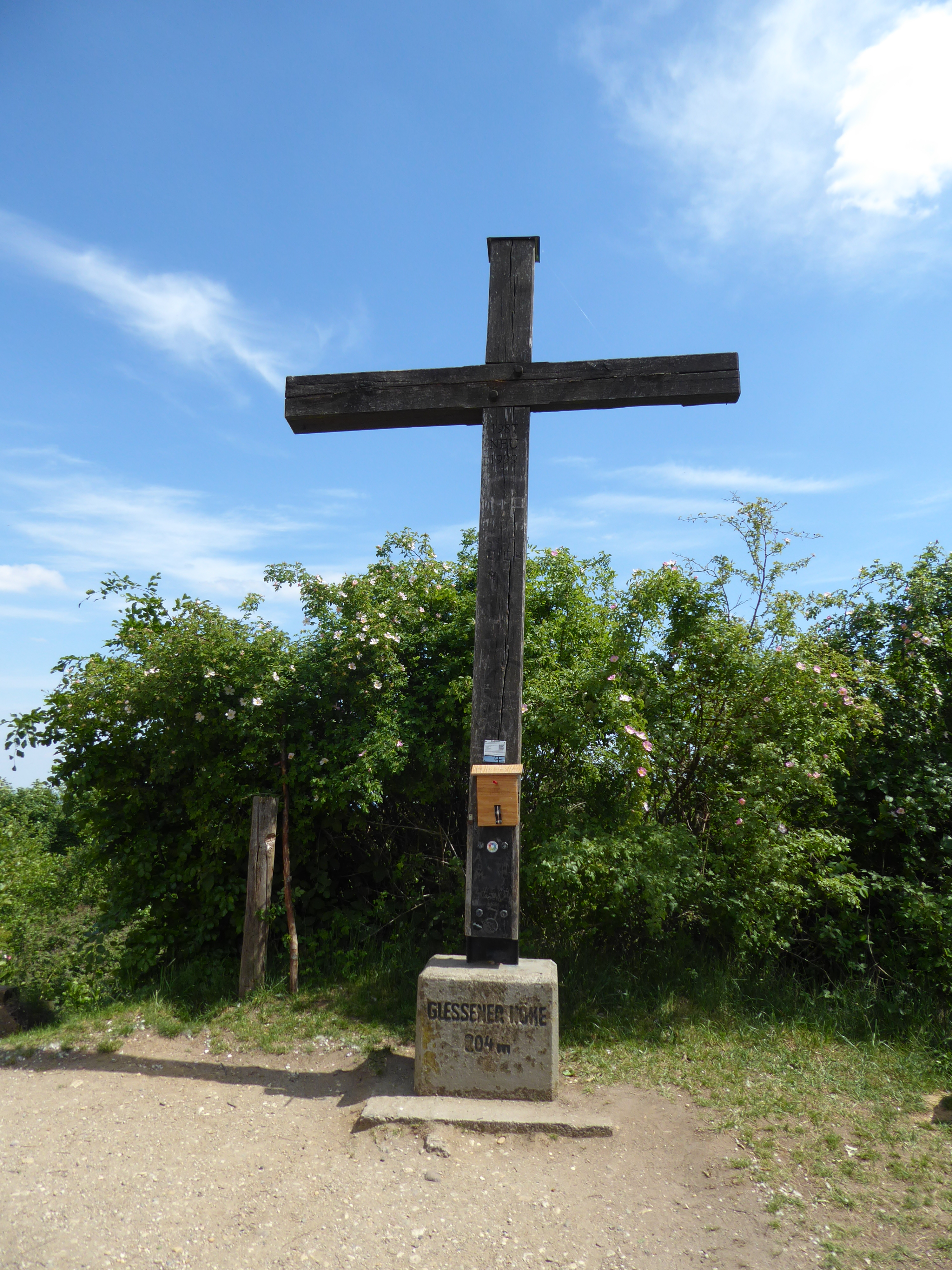
Das Gipfelkreuz auf der Glessener Höhe

Die Glessener Höhe liegt im Gebiet der Stadt Bergheim, etwa 2,2 km südwestlich der Dorfkirche von dessen Ortsteil Glessen. Im Osten grenzt sie an den Staatsforst Ville, der wie die Kippe Teil des Naturparks Rheinland ist. Nordwestlich der Anhöhe befindet sich, jenseits der querenden Nord-Süd-Bahn der RWE Power, das über eine hölzerne Fußgängerbrücke erreichbare Waldgebiet Abtsbusch bei Oberaußem, und südwestlich die Fischbachhöhe. Nordöstlich entspringt der durch Glessen fließende und im Oberlauf auch Glessener Bach genannte Pulheimer Bach.

### Naturräumliche Zuordnung
Die Glessener Höhe gehört in der naturräumlichen Haupteinheitengruppe Niederrheinische Bucht (55), in der Haupteinheit Ville (552) und in der Untereinheit Villehöhe (552.1) zum Naturraum Braunkohlen-Ville (552.10).

## Schutzgebiete
Östlich der Glessener Höhe befindet sich das Naturschutzgebiet Quellgebiet Glessener Bach (CDDA-Nr. 165063; 1986 ausgewiesen; 19 ha groß) und südöstlich das NSG Königsdorfer Forst (CDDA-Nr. 164182; 1989; 3,28 km²) mit dortigem Fauna-Flora-Habitat-Gebiet Königsdorfer Forst (FFH-Nr. 5006-301; 3,29 km²). Die Anhöhe liegt im Landschaftsschutzgebiet Königsdorfer Wald (CDDA-Nr. 322241; 1990; 13,23 km²).

## Beschreibung und Freizeit
Die Glessener Höhe entstand zwischen 1955 und 1970. Das größtenteils unbewaldete Hochplateau wird landwirtschaftlich genutzt, die Hänge sind mit Mischwald aufgeforstet. Auf der Erhebung verlaufen viele Wander-, Rad- und Reitwege, die auf mehreren dortigen Informationstafeln verzeichnet sind.
An der östlichsten Stelle des Plateaus, die etwa 260 m südöstlich des Kippengipfels liegt, befindet sich ein 1987 erstmals aufgestelltes und 1999 sowie 2021 wiedererrichtetes Bergkreuz: Auf einem Betonsockel mit Aufschrift „Glessener Höhe“ – „204 m“ ist es als imprägniertes, schlichtes Holzkreuz mit Inschrift „1987“ – „Neu“ – „1999“ – „Neu“ – „2021“ ausgeführt. Daneben stehen Holzbänke, die nach kurzem, aber steilen Treppenanstieg (Himmelsleiter genannt) auf der Südostflanke dorthin zum Verweilen einladen. Von dort eröffnet sich ein weites Panorama-Blickfeld vom Düsseldorfer Fernsehturm über die Kölner Bucht, besonders das Stadtbild Kölns, im Hintergrund das Bergische Land, südlich anschließend Siebengebirge mit Drachenfels, Petersberg und Großem Ölberg.
An der nordwestlichsten Stelle des Plateaus steht ein Sendeturm. Vom dortigen Aussichtspunkt (auf ca. 204 m Höhe) sieht man unter anderem die Sophienhöhe und bei hinreichender Fernsicht die Eifel.